# Östra Tjuoutjajaure
Östra Tjuoutjajaure är en sjö i Kiruna kommun i Lappland och ingår i Torneälvens huvudavrinningsområde. Sjön har en area på 0,093 kvadratkilometer och ligger 624,1 meter över havet. Östra Tjuoutjajaure ligger i Torne och Kalix älvsystem Natura 2000-område.

## Delavrinningsområde
Östra Tjuoutjajaure ingår i det delavrinningsområde (754499-166668) som SMHI kallar för Mynnar i Rautasälvens vattendragsyta. Medelhöjden är 682 meter över havet och ytan är 63,6 kvadratkilometer. Räknas de 12 avrinningsområdena uppströms in blir den ackumulerade arean 402,41 kvadratkilometer. Lävasjåkka som avvattnar avrinningsområdet har biflödesordning 3, vilket innebär att vattnet flödar genom totalt 3 vattendrag innan det når havet efter 431 kilometer. Avrinningsområdet består mestadels av skog (28 procent), öppen mark (15 procent) och kalfjäll (56 procent). Avrinningsområdet har 0,84 kvadratkilometer vattenytor vilket ger det en sjöprocent på 1,3 procent.